# Johann Strauss (ojciec)
Johann Baptist Strauss (ur. 14 marca 1804 w Leopoldstadt, zm. 25 września 1849 Wiedniu) – austriacki kompozytor okresu romantyzmu, ojciec Johanna Straussa (syna), dziadek Johanna Straussa (wnuka).

## Życiorys

### Rodzina
Na świat przyszedł jako trzecie dziecko w rodzinie żydowskiego szynkarza, Franza Borgiasa Straussa i Barbary z d. Dollmann, córki dorożkarza. W wieku 7 lat stracił matkę, a w wieku 12 lat ojca. W 1822 roku Strauss ukończył praktykę w zawodzie introligator, którego jednak nigdy nie wykonywał. Od 1823 r. pracował w zespole muzycznym Josepha Lannera. W 1825 roku poślubił Marię Ann Streim w kościele parafialnym w Liechtenthal. Miał z nią sześcioro dzieci: Johanna (1825–1899), Josefa (1827–1870), Annę (ur. 1829), Therese (ur. 1831), Ferdinanda (ur. 1834) i Eduarda (1835–1916). W 1842 roku porzucił rodzinę, wybierając wspólne życie z młodą szwaczką, Emilie Trampusch, z którą miał ośmioro nieślubnych dzieci.

### Kariera muzyczna
Karierę muzyczną zaczął od serenad, którymi zabawiał gości w wiedeńskich restauracjach. Był dyrygentem oraz grał na skrzypcach i altówce. W 1824 roku założył własną orkiestrę, z którą zdobył ogromną popularność w Wiedniu i w całej Europie. Od 1833 roku grał za granicą, organizując trasy koncertowe m.in. do Francji i Anglii. Uzyskał stanowisko cesarsko-królewskiego nadwornego koncertmistrza. Wkrótce jednak jego sławę przyćmił jego syn – także Johann, prowadzący z nim rywalizację.

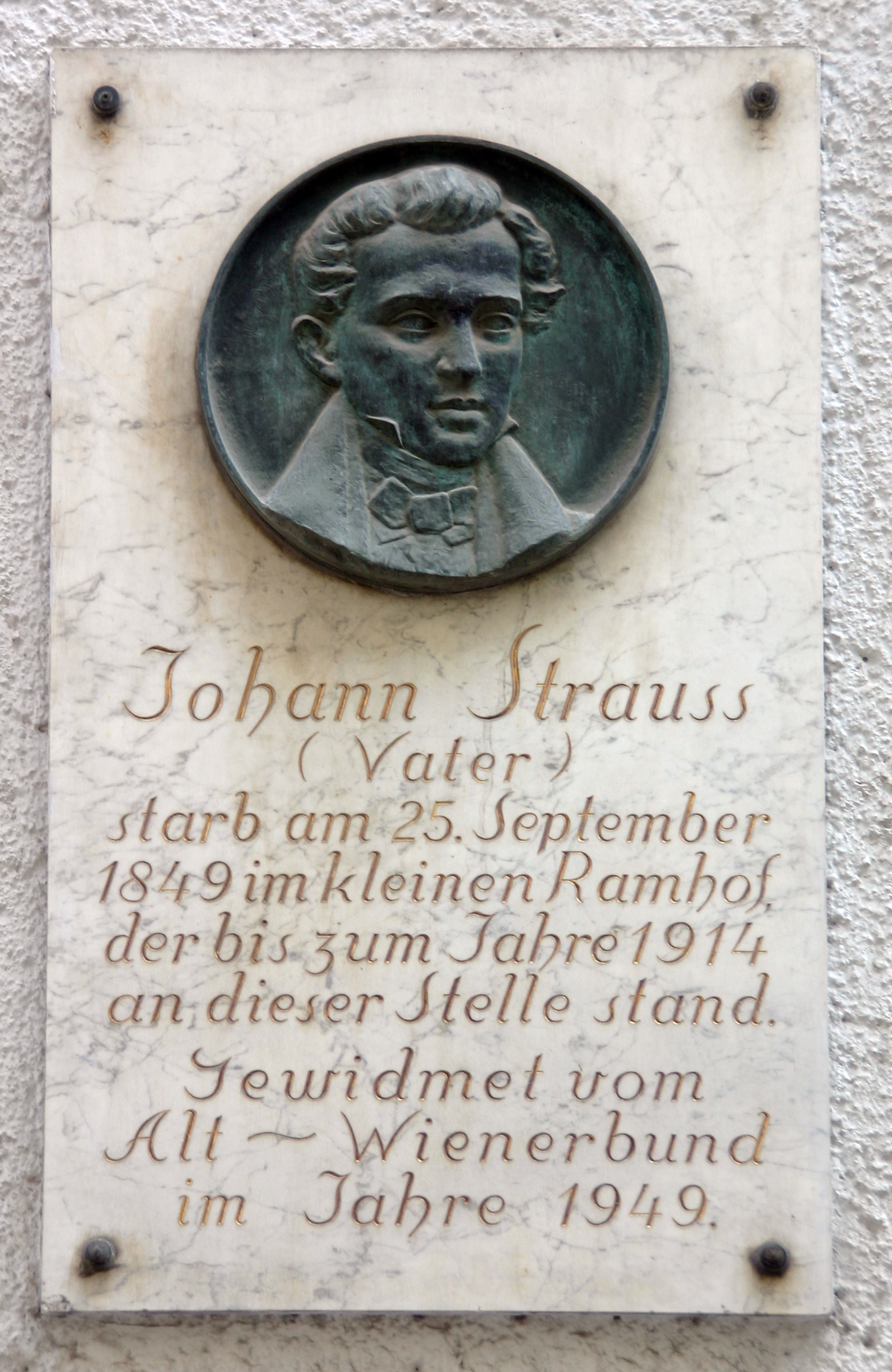
Tablica upamiętniająca Johanna Straussa ojca w Wiedniu

We wrześniu 1849 roku dotknęła Johanna Straussa szkarlatyna. Zmarł w nocy z 24 na 25 września. Pochowany został na Cmentarzu Centralnym w Wiedniu.

## Twórczość
Komponował głównie walce i inne tańce: polki, galopy, kadryle, kotyliony oraz marsze.

## Ważniejsze utwory

### Walce
- Täuberln-Walzer, op. 1 (1827)
- Döblinger Réunion-Walzer, op. 2
- Wiener Carneval, op. 3 (1828)
- Kettenbrücke-Walzer, op. 4 (1828)
- Gesellschafts-Walzer, op. 5
- Wiener Launen-Walzer, op. 6
- Tivoli-Rutsch Walzer, op. 39 (1830)
- Das Leben ein Tanz oder Der Tanz ein Leben! Walzer, op. 49
- Elisabethen-Walzer, op. 71
- Philomelen-Walzer, op. 82
- Paris-Walzer, op. 101 (1838)
- Huldigung der Königin Victoria von Grossbritannien, op. 103
- Wiener Gemüths-Walzer, op. 116 (1840)
- Loreley-Rhein-Klänge, op. 154 (1843)

### Galopy i polki
- Champagner-Galopp, op. 8
- Seufzer-Galopp, op. 9
- Chineser Galopp, op. 20
- Einzugs-Galopp, op. 35
- Sperl-Galopp, op. 42
- Fortuna-Galopp, op. 69
- Jugendfeuer-Galopp, op. 90
- Cachucha-Galopp, op. 97
- Carneval in Paris, op. 100
- Indianer-Galopp, op. 111
- Sperl-Polka, op. 133
- Annen-Polka, op. 137
- Wiener Kreuzer-Polka, op. 220
- Piefke und Pufke Polka, op. 235

### Marsze
- Marsz Radetzky’ego, op. 228 (1848)
- Jellacic-Marsch, op. 244[10]